# كولن ليمان
كولن ليمان (بالإنجليزية: Colin Lyman)‏ (9 مارس 1914 بنورثامبتون في المملكة المتحدة - 9 مايو 1986 بكامبريدج في المملكة المتحدة) هو مدرب كرة قدم ولاعب كرة قدم بريطاني (وحمل سابقاً جنسية المملكة المتحدة لبريطانيا العظمى وأيرلندا) في مركز الهجوم. لعب مع بورت فايل وتوتنهام هوتسبير ونادي ساوثيند يونايتد ونادي نورثامبتون تاون ونوتس كاونتي ونوتينغهام فورست ووست بروميتش ألبيون ونونيتون بورو ‏.